# Fujikawa Maru
Die Fujikawa Maru (japanisch 富士川丸) war ein ursprünglich ziviler Kombifrachter der während des Zweiten Weltkriegs durch die Kaiserlich Japanische Marine als Transportschiff genutzt und Anfang 1944 versenkt wurde.

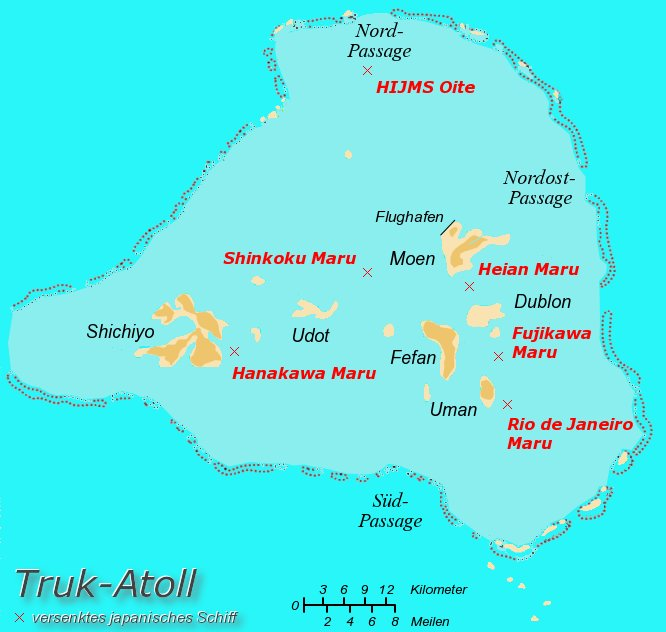
Übersichtskarte Truk-Atoll

## Geschichte

### Einsatz im Liniendienst
Die Fujikawa Maru wurde am 20. Oktober 1937 bei der Werft von Mitsubishi in Nagasaki auf Kiel gelegt und lief am 15. April 1938 vom Stapel. Der für die Reederei Tōyō Kaiun am 1. Juli 1938 in Dienst gestellte Kombifrachter, verkehrte im Liniendienst zwischen Japan und Nordamerika. Bevor sie nach wenigen Monaten an Mitsui Bussan verchartert wurde, welche das Schiff vor allem zwischen Indien und Südamerika einsetzten. Es wurde mehrfach umgebaut und erhielt auch mehrere Passagierkabinen der gehobenen Klasse. Zu Friedenszeiten transportierte der Frachter hauptsächlich Textilien.

### Einsatz in der Marine
Am 9. Dezember 1940 wurde die Fujikawa Maru von der Kaiserlich Japanischen Marine übernommen und am 16. Dezember dem Yokosuka Marine-Distrikt zugewiesen. Für diese begann am 18. Dezember in Kōbe bei Kawasaki der umbau zu einem bewaffneten Transportschiff, hauptsächlich für Flugzeuge und Gleisbaumaterial.
Mit Kanonen und einer Flak ausgerüstet, wurde sie zunächst in Indochina, dann in der Gegend um Truk eingesetzt. Die Bewaffnung war bei der Montage schon antiquiert; es handelte sich teilweise um Überbleibsel aus dem Russisch-Japanischen Krieg. Die Kanonen stammten aus dem Jahr 1899. Das Kriegsmaterial, mit dem das Schiff ausgerüstet wurde, wurde jedoch gründlich modernisiert; die Fujikawa Maru erhielt sogar eine automatische Flugabwehr-Zieleinrichtung und einen antimagnetischen Anstrich zum Schutz vor Seeminen.
Ein Torpedotreffer durch ein amerikanisches U-Boot am 12. September 1943 beschädigte die Fujikawa Maru, die auf dem Weg von den Marshallinseln nach Truk war. Sie konnte jedoch ihr Ziel erreichen und mit aufgeschweißten Stahlplatten repariert werden. Anschließend fuhr sie nach Japan, wo sie zum Hauptfrachter für wichtige Kriegsgüter umfunktioniert wurde. Auf dem Rückweg nach Truk transportierte sie unter anderem Torpedos, mit denen die amerikanische Pazifikflotte bekämpft werden sollte.
Am 17. Februar 1944 wurde sie während der Operation Hailstone mit Bomben und Torpedos angegriffen. Das Schiff wurde mittschiffs von einem Torpedo getroffen, geriet in Brand und sank am folgenden Tag. Ein großer Teil der Besatzung kam bei dem Angriff ums Leben.
Alljährlich wird am 18. und 19. Februar eine Trauerfeier zu Ehren der Kriegsopfer abgehalten; die Überreste der Fujikawa Maru sind mittlerweile Teil eines nationalen Schiffsfriedhofs.

## Wrack
Das Wrack liegt etwa 500 Meter von der Küste entfernt in einer Tiefe von maximal 40 Metern; die Brücke, hinter der der Torpedo einschlug, befindet sich etwa 15 Meter unter der Wasseroberfläche. An Deck ist seit 1994 eine Gedenktafel angebracht, die an die Versenkung erinnert; Kanonen und weitere Geschütze sind noch zu erkennen. Die Laderäume, in denen sich neben Flugzeugteilen und Waffen auch Laternen, Sake- und Bierflaschen befinden, sind ein beliebtes Ziel für Wracktaucher. Eine Besonderheit für ein Transportschiff stellt die Badewanne dar, die in einem der zu den Kajüten gehörigen Bäder angebracht war. Das Wrack der Fujikawa Maru gilt unter Wracktauchern als eines der lohnendsten Ziele in seiner Region und sogar auf der ganzen Welt.

## Liste der militärischen Kommandanten
| Nr. | Name                            | Beginn der Amtszeit | Ende der Amtszeit  | Bemerkungen |
| --- | ------------------------------- | ------------------- | ------------------ | ----------- |
| 1.  | Kapitän zur See Ito Tokutaka    | 20. Januar 1941     | 25. Juni 1941      |             |
| 2.  | Kapitän zur See Yamagata Shunji | 25. Juni 1941       | Juli 1941          |             |
| 3.  | Kapitän zur See Inoue Samata    | Juli 1941           | 20. September 1942 |             |
| 4.  | Kapitän zur See Aihara Aritaka  | 20. September 1942  | 8. Oktober 1943    |             |
| 5.  | Kapitän zur See Goto Denjiro    | 8. Oktober 1943     | 17. Februar 1944   |             |